# Chuffilly-Roche
 Chuffilly-Roche  es una población y comuna francesa, en la región de Champaña-Ardenas, departamento de Ardenas, en el distrito de Vouziers y cantón de Attigny.
Está integrada en la Communauté de communes des Crêtes Préardennaises.

## Demografía
| 120 | 126 | 116 | 84 | 100 | 91 |
| Para los censos de 1962 a 1999 la población legal corresponde a la población sin duplicidades (Fuente: INSEE [Consultar]) |     |     |    |     |    |

## Personalidades ligadas a la comuna
El poeta Arthur Rimbaud residió en la localidad durante un tiempo, en unas propiedades de su familia. Fue ahí donde escribió algunas de sus obras como Una temporada en el infierno y El barco ebrio.